# Lago del Sambuco
Der Lago del Sambuco (deutsch See des Holunders) ist ein Stausee im Schweizer Kanton Tessin. Er liegt auf einer Höhe von  1461 m ü. M. oberhalb der Ortschaft Fusio im unteren Abschnitt des Val Sambuco am Übergang zum Val Lavizzara, einem Seitental des Valle Maggia. Der 1956 angelegte Speichersee wird durch eine 130 m hohe Bogenstaumauer gestaut, misst an seiner tiefsten Stelle 110 m, hat ein Fassungsvermögen von 63 Millionen Kubikmetern und bedeckt eine Wasserfläche von 1,11 Quadratkilometern.

## Besonderheiten

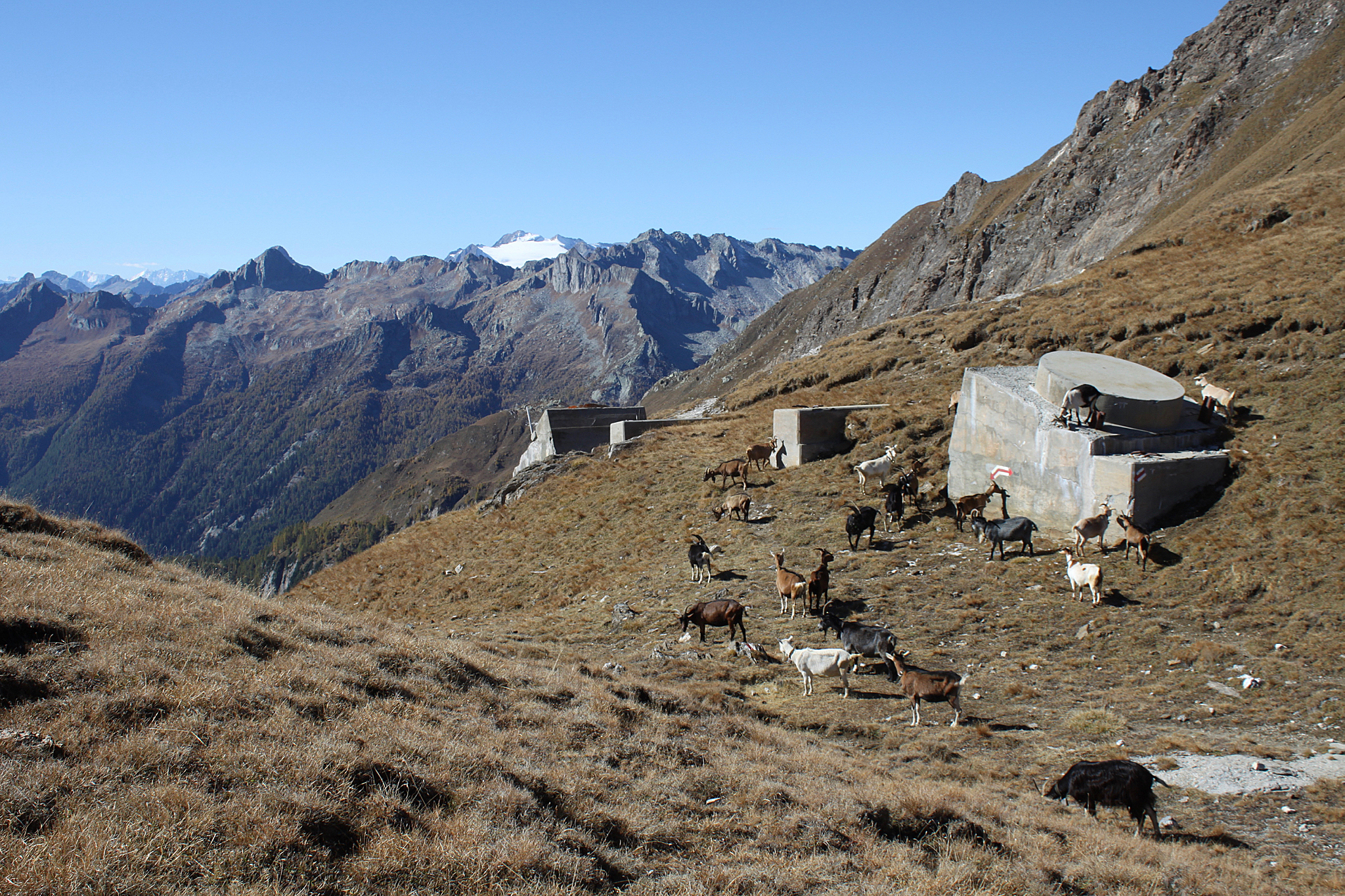
Mastfundamente auf dem Passo Campolungo

Lago del Sambuco, historisches Luftbild von Werner Friedli (1957)

Für den Zementtransport zum Bau der Staumauer wurde eine Seilbahn angelegt, die Zementkübel von Rodi-Fiesso (942 m ü. M.) an der Gotthardbahn über den Campolungopass (2317 m ü. M.) zur Staudammbaustelle (1462 m ü. M.) brachte. Mastfundamente der Seilbahn sind noch heute auf dem Pass zu finden.
Als weitere Besonderheit zu nennen ist die Art und Weise, wie der fertige Beton verteilt wurde. Dafür wurde ein meterspuriges Gleis über der künftigen Dammkrone angelegt, auf dem zwei zu Zementtransportwagen umgebaute Zürcher Tramwagen pendelten.